# Ганс Гунгер
Ганс Гунгер (нім. Hans Hunger; 16 березня 1915, Штеттін — 5 жовтня 1943, Атлантичний океан) — німецький офіцер-підводник, капітан-лейтенант крігсмаріне.

## Біографія
5 квітня 1935 року вступив в крігсмаріне. Після проходження тривалого морського навчання в серпні 1938 року переведений в люфтваффе, служив в 1-й ескадрильї 806-ї прибережної групи. В січні-червні 1941 року пройшов курс підводника. В липні призначений 1-м вахтовим офіцером підводного човна U-75. З листопада 1941 по січень 1942 року пройшов курс командира човна, після чого був направлений на будівництво U-336 для вивчення її будови. З 14 лютого 1942 року — командир U-336. Здійснив 5 походів (178 днів в морі). 29 грудня 1942 року потопив бельгійський тепловий танкер President Francqui водотоннажністю 4919 тонн, який перевозив баласт; 5 членів екіпажу загинули, 52 вижили. 5 жовтня 1943 року U-336 був потоплений у Данській протоці, південно-західніше Ісландії (62°43′ пн. ш. 27°17′ зх. д.) ракетами британського бомбардувальника «Хадсон». Всі 50 членів екіпажу загинули.

## Звання
- Кандидат в офіцери (5 квітня 1935)
- Морський кадет (25 вересня 1935)
- Фенріх-цур-зее (1 квітня 1936)
- Оберфенріх-цур-зее (1 січня 1938)
- Лейтенант-цур-зее (1 квітня 1938)
- Оберлейтенант-цур-зее (1 жовтня 1939)
- Капітан-лейтенант (1 серпня 1942)

## Нагороди
- Медаль «За вислугу років у Вермахті» 4-го класу (4 роки)